# 宍戸ヒルズカントリークラブ
宍戸ヒルズカントリークラブ（ししどヒルズカントリークラブ）は、茨城県笠間市南小泉に広がるゴルフ場である。

## 概要
茨城県西茨城郡友部町の原田喜男は、企業としてのゴルフ場の誘致の目標があった。原田は、ゴルフ場建設の推進役を「武蔵カントリークラブ」の山崎亥年生に依頼した。山崎は、ゴルフ場設計家・井上誠一にゴルフ場用地の現地診断を依頼し評価を貰った。1972年（昭和47年）6月、用地買収に着手し、新たなゴルフ場の建設に向け経営母体「株式会社宍戸国際ゴルフ倶楽部」を設立した。
建設用地は、阿武隈山系の南端、八溝山系の麓にあり、土質も良く、樹林の様相も良かった。コース設計は、井上誠一の弟子の発知朗に依頼した。1973年（昭和48年）10月、東コース18ホールが着工された。1974年（昭和49年）10月10日、東コース18ホールが完成、開場された。1976年（昭和51年）10月9日、西コース9ホールが完成し、27ホール規模となる。1991年（平成3年）10月、西コース9ホールが増設され、36ホール規模のゴルフ場となる。
その後、2000年（平成12年）3月14日、経営内紛が起こり、会員と会社の双方が会社更生法の適用を申請した。2001年（平成13年）７月31日、森ビルをスポンサーとする、会員全員に追加負担金無しプレー権と会員譲渡を可能とする更正計画案を提出。2001年（平成13年）12月6日、更正計画案が成立、「森ビルグループ」傘下による経営が決定、運営は「株式会社宍戸国際ゴルフ倶楽部」が行っている。それに伴い、株式会社宍戸国際ゴルフ倶楽部は、クラブ名を森ビルのアークヒルズにちなみ、宍戸ゴルフクラブ宍戸コースを「宍戸ヒルズカントリークラブ」に、宍戸ゴルフクラブ静コースを「静ヒルズカントリークラブ」に名称変更した。
日本のプロゴルフメジャー大会の1つ、日本ゴルフツアー機構が主催する競技でもあり、日本選手権大会に相当する、「日本ゴルフツアー選手権 森ビルカップ」 などの大会開催の実績がある。

## 所在地
〒309-1725 茨城県笠間市南小泉1340番地 

## コース情報
- 開場日 - 1974年10月10日
- 設計者 - 発知 朗
- 面積 - 2,180,000m2（約65.9万坪）
- コースタイプ - 林間コース
- コース - 36ホールズ、パー144、14,159ヤード、コースレート 東コース73.2、西コース76.0
- グリーン - 2グリーン、ベント・コーライ
- フェアウエイ - コーライ
- ラフ - ノシバ
- ハザード - バンカーの141、池が絡むホール16
- プレースタイル - 乗用カート(5人乗り)、自走式、全組キャディ付き
- 練習場 - 28打席 250ヤード
- 休場日 - 1月1日[3][4]

## クラブ情報
- ハウス面積 - 3,600m2（1,089坪）
- ハウス設計 - 株式会社奥野建築設計事務所・株式会社妹尾正治建築設計事務所
- ハウス施工 - 株式会社熊谷組・不二建設株式会社[3][4]

## ギャラリー
- コース - 「宍戸ヒルズカントリークラブ」、コースレイアウト

## 交通アクセス
鉄道
- JR東日本（常磐線・水戸線） - 友部駅南口よりクラブバス利用 約10分
- 常磐線 - 岩間駅西口よりクラブバス利用 約12分

道路
- 北関東自動車道 - 友部ICより 3km[5]

## メジャー選手権
- 2003年（平成15年）第4回
 - 2021年（令和3年）第21回 日本ゴルフツアー選手権 森ビルカップ[6]

## エピソード
- 地名の宍戸は、宍戸荘が開かれて、やがえ土着した宍戸氏の勢力範囲となってからである。江戸時代は、水戸徳川藩連枝の領地として明治時代まで続いた[7]。

## 関連文献
- 『善九郎古墳群』、「「宍戸ヒルズカントリークラブ道路工事」に伴う埋蔵文化財発掘調査報告書」、大成エンジニアリング株式会社編、東京 宍戸国際ゴルフ倶楽部、2004年5月、2020年10月16日閲覧
- 『ゴルフ場ガイド 東版』2006-2007、「宍戸ヒルズカントリークラブ（茨城県）」、東京 ゴルフダイジェスト社、2006年5月、2020年10月16日閲覧
- 『美しい日本のゴルフコース BEAUTIFUL GOLF CULTURE IN JAPAN 日本のゴルフ110年記念 ゴルフは日本の新しい伝統文化である』、ゴルフダイジェスト社「美しい日本のゴルフコース」編纂委員会編、「宍戸ヒルズカントリークラブ」、東京 ゴルフダイジェスト社、2013年12月、2020年10月16日閲覧